# Taraxacum porrigens
Taraxacum porrigens — вид квіткових рослин з родини айстрових (Asteraceae). Вид зростає в Європі: Чехія, Данія, Фінляндія, Німеччина, Польща; інтродукований до Великої Британії; це багаторічна рослина помірних біомів.

## Опис
Рослина середнього розміру, що утворює багатолисту розетку. Листки злегка сіруватого відтінку, коротковолосисті, висхідні. Черешки без крил, білі знизу, але іноді рожеві зверху. Бічні частки листа 4–6. Кінцева частка листа утворює довгий і дуже вузький і гострий, іноді розділений, відросток. Зовнішні приквітки досить широкі, 3,5–4,5 мм завширшки, відігнуті, бліді, без кайми.